# Фернандес, Антонио
Антонио Фернандес (род. 1953) — венесуэльский шахматист, международный мастер (1978).
В составе сборной Венесуэлы участник 4-х Олимпиад (1978—1982, 1990).